# 존 르콤프
존 르콤프(John LeCompt, 1973년 3월 10일 ~ )는 미국의 음악가로, 에바네센스의 전 멤버이다.